# Butlletí dels Mestres
Butlletí dels Mestres fou una publicació de pedagogia. S'inicià el 1922 com a suplement de la revista Quaderns d'Estudi, quedant suspesa el 1923 a conseqüència de la dictadura. Reprengué la seva publicació, en una nova etapa, el 1931, fins al 1938. El seu director fou Alexandre Galí. Hi col·laboraren pedagogs estrangers com Maria Montessori o Charlotte Bühler.*